# Miniopterus egeri
Miniopterus egeri — вид ссавців родини довгокрилових.

## Опис
Кажан невеликого розміру, із загальною довжиною між 89 і 95 мм, довжина передпліччя між 37 і 40 мм, довжина хвоста від 40 до 44 мм, довжиною стопи між 5 і 7 мм, довжина вух від 10 до 11 мм і масою до 7,6 г.
Шерсть довга. Загальне забарвлення тіла темно-коричневе, посипане світлим волоссям. Лоб дуже високий, ніс вузький і з дуже маленькими ніздрями. Вуха маленькі, трикутні, з закругленими кінцями. Козелки короткі. Хвіст дуже довгий і повністю включені у велику хвостову мембрану.

## Проживання
Цей вид відомий у західній частині Мадагаскару. Живе в лісах непошкоджених або частково деградованих на висоті між 50 і 550 метрів над рівнем моря.

## Звички
Знаходить притулок серед гірських порід. Харчується комахами.